# 할름스타드시

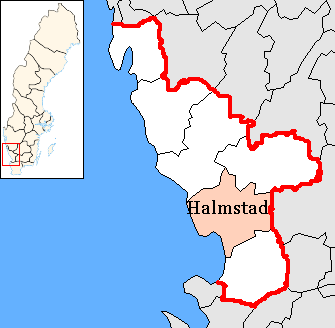
할름스타드 시의 위치

할름스타드시(스웨덴어: Halmstads kommun)는 스웨덴 할란드주에 위치한 지방 자치체로 행정 중심지는 할름스타드(할란드 주의 주도)이며 면적은 1,699.89km2, 인구는 98,538명(2016년 12월 31일 기준), 인구 밀도는 58명/km2이다.

시 문장

## 같이 보기
- 스웨덴 육군
- 스웨덴 공군